# Jacques Tissinier
Jacques Tissinier (1936, Molandier, Aude), es un escultor francés.

## Datos biográficos
Alumno en la Escuela de Bellas Artes de Toulouse. Licenciado en Historia del Arte .1957-1960
Alumno de la Ecole des Arts Décoratifs de París. En el taller de Marcel Gromaire , 1961
Escuela Nacional de Bellas Artes de París. 1962-1963
Mención especial en el Gran Premio de Roma de pintura. 1963
Residente en la Casa de Velázquez de Madrid 1964
Ganador del premio otorgado por la Fundación de la Vocación . 1982

## Principales exposiciones
- Exposición de la Colección Prisunic, Mobiliario al aire libre , 1972.
- « Artistes Artisans - Artistas Artesanos". Museo de Artes Decorativas , 1975.
- Biennale des Arts de la rue - Artes de la calle. Parvis de la Défense. París, 1978.
- Bienales, Salones de mayo, Salones de los jóvenes pintores , Salones de las nuevas realidades

## Obra
Entre las mejores y más conocidas obras públicas de Jacques Tissinier se incluyen las siguientes:

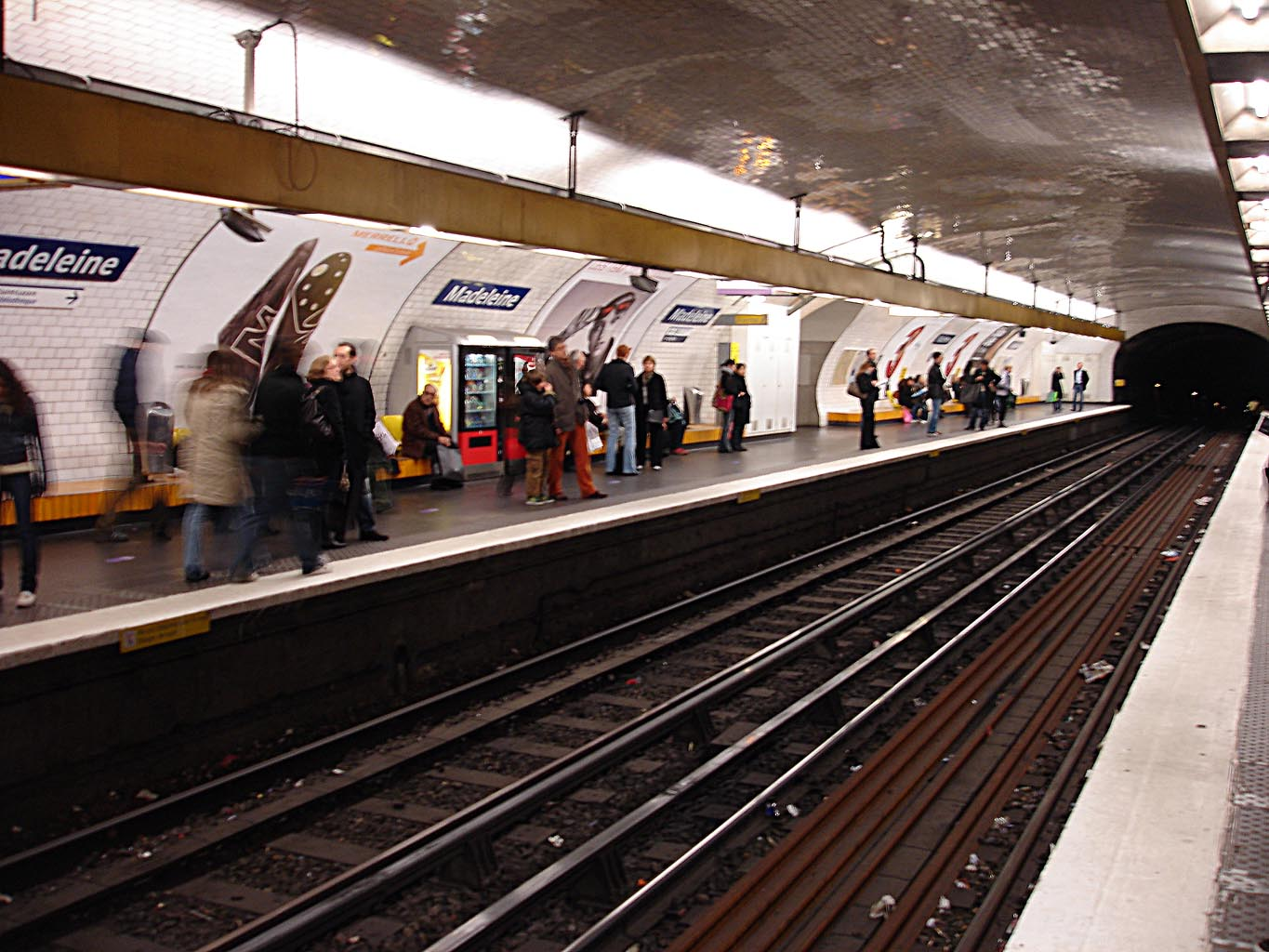
Estación de Madeleine

- Les Abattoirs de Pamiers - Los mataderos Pamiers . 1968. Primera obra mural de señalización realizada en laca industrial de automóvil en Toulouse.
- Marquesinas de autobús Port-Barcarès, de acero esmaltado al horno. 1969
- Monumento a la Resistencia. Área de Descanso de Maille, autopista A 10. 1976
- Biblioteca Central de Préstamo de Ariège. Foix . 1989
- Plaza de la República de Pamiers, fuente, 1989 43°6′57″N 1°36′37″E / 43.11583, 1.61028
- Les Mariaks de Mauléon Ou la rotonda de Europa, inaugurada por Jacques Delors. 1989
- « Les chevaliers Cathares - Los caballeros Cátaros ». Autopista A61 de los dos mares, área de descanso de Narbona . 1980 43°9′15″N 2°57′56″E / 43.15417, 2.96556
- Tissignalisation des Télécoms, Toulouse 1991
- « Design miroir du siècle - Diseño espejo del siglo." Gran Palacio de París. 1993
- Rehabilitación cromática almacenes SIKA. Le Bourget . 1995
- Barrera antirruido a lo largo del perímetro de los molinos SIKA . Le Bourget 1996
- Météor línea 14, RATP. Decoración de las estaciones de Pirámides y de Madeleine. 1997[1]

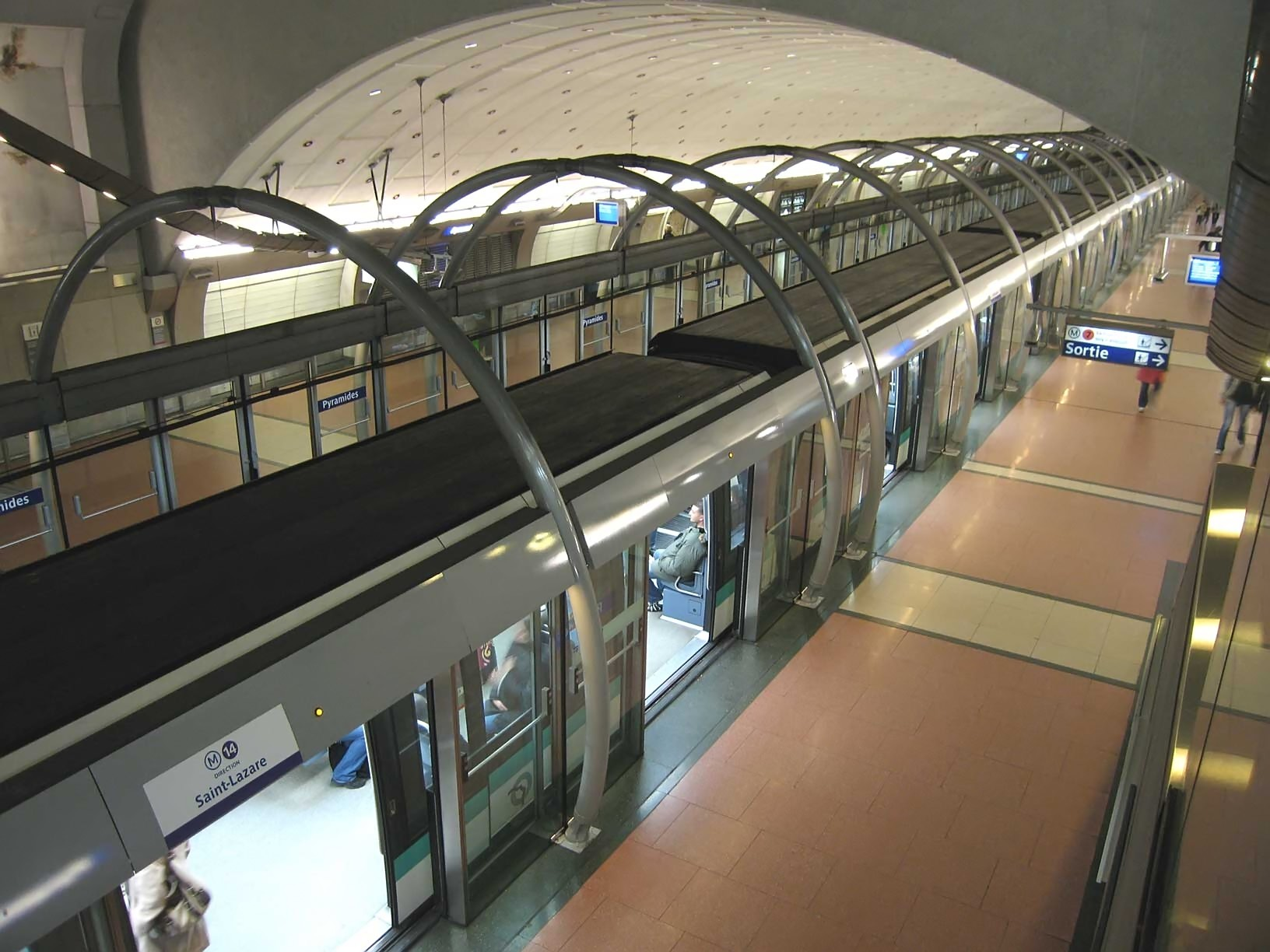
Estación de Pirámides en París

- Creación de los semáforos "lápices libertarios" .

CES Papus en Toulouse, 1972.
CES Jean Moulin en Aubervilliers, 1973.
Centro Pompidou, 1977.
Pont-Neuf de Toulouse, 1983.
Parque de la Villette, 1988.
jardín del Centro Comercial Leclerc de Pau, 1989. 43°19′0″N 0°21′38″O / 43.31667, -0.36056
- Misión para asesorar sobre el desarrollo artístico del Parque de la Villette, les Folies, París. 1985
- Proyecto del Améridian Monument Valley amerindias Monument Valley Museo de la Memoria India . Arizona . 1980
- « Les affiches de mai -Los carteles de mayo," Escuela de Bellas Artes de París. 1968
- Publicación De la peinture à la signalétique (De la pintura a la señalética). 1968
- Aparece en " L'histoire de l'art abstrait 1911-1987 ", Volumen 5, en el apartado dedicado al arte en la ciudad, con un prefacio de Michel Seuphor , Marcelin Pleynet y Michel Ragon . Ediciones Adrien Maeght 1988.